# Енакиевский авторемонтный завод
Енакиевский авторемонтный завод (ЕАРЗ) (укр. Єнакієвський авторемонтний завод (ЄАРЗ)) — завод в городе Енакиево Донецкой области Украины.

## История
Енакиевский авторемонтный завод был основан в марте 1956 года на основе центральных авторемонтных мастерских Горловского автотранспортного комбината. Предприятие начало свою работу с ремонта самосвалов ЗИС-ММЗ-585 и ГАЗ-93 (по 600 штук в год) и двигателей ЗИС-120 и ГАЗ-51 (по 2000 штук в год).
В начале 1960-х заводу было поручено освоить капитальный ремонт автобусов ПАЗ-651А, КАвЗ-651А и ПАЗ-652. На ЕАРЗе 651-е автобусы получали новые деревянные кузова. На кузовах ранних выпусков гнутые угловые окошки в лобовом остеклении заменялись плоскими. Некоторые автобусы оснащались более прочной наружной обшивкой из рифленого стального листа (как на ПАЗ-652). В начале 1965 года были изготовлены первые образцы автобуса с изменённой облицовкой торпедной части и гнутым ветровым стеклом.
В середине 1960-х было начато производство автобуса ЕАРЗ-651А на шасси ГАЗ-51А. Эти автобусы имели цельнометаллический кузов с каркасом из штампованных профилей. На базе ПАЗ-651 изготавливались также одни из первых в стране ритуальные автобусы. В начале 1970-х ЕАРЗ выпускал около 1800 пассажирских и 250 ритуальных автобусов в год. Выпуск ЕАРЗ-651А прекратился в 1976 году, когда шасси ГАЗ-51А было снято с производства. Вместо них ГАЗ начал поставлять в Енакиево новые шасси — длиннобазные ГАЗ-52-01. На них после небольшой доработки продолжили монтировать старые короткие кузова — новые автобусы получили название ЕАРЗ-654.
В начале 1980-х начат выпуск автобусов ЕАРЗ-4934 на шасси ГАЗ-53А, а затем и ГАЗ-53-12. Производилось около 2500 штук ЕАРЗ-4934 в год, при этом треть из них была ритуальными автобусами. В 1986 году выпуск ЕАРЗ-4934 был прекращён.
После этого ЕАРЗ переключился на выпуск вахтовых автомобилей ТС-3966 на шасси ГАЗ-53-12-01 и к выпуску автобусов более не возвращался.
После провозглашения независимости Украины государственное предприятие было преобразовано в открытое акционерное общество. В июле 1995 года Кабинет министров Украины утвердил решение о приватизации завода.
В середине 1990-х попытались организовать производство вахтовых автобусов МГПА на базе «Газелей», но дальше выполнения единичных заказов дело не пошло.
В следующие годы завод занимался ремонтом автобусов, автомобилей и изготовлением сварных металлоконструкций.